# Pražská defenestrace
Pojmem pražská defenestrace bývají označovány tři odlišné historické události:
- Pražská defenestrace (1419) – svržení protihusitských konšelů na novoměstské radnici, počátek husitských válek
- Pražská defenestrace (1483) – svržení protikališnických konšelů připravujících převrat, důsledkem kutnohorský náboženský mír
- Pražská defenestrace (1618) – svržení protireformačních habsburských místodržících, počátek třicetileté války

## Neustálené číslování
Často bývají historické defenestrace označovány podle pořadí:
- První pražská defenestrace – pražská defenestrace (1419)
- Druhá pražská defenestrace – pražská defenestrace (1483)
- Třetí pražská defenestrace – pražská defenestrace (1618)

Někdy se však defenestrace roku 1483 jako relativně méně významná nezapočítává:
- První pražská defenestrace – pražská defenestrace (1419)
- Druhá pražská defenestrace – pražská defenestrace (1618)

Podle zvoleného číslování se pak jako třetí nebo čtvrtá pražská defenestrace příležitostně označují další události, například smrt Jana Masaryka nebo symbolicky svržení politické reprezentace či občanské protesty.